# Cardopatium
Cardopatium es un género con 10 especies descritas y de estas, solo 2  aceptadas de plantas con flores perteneciente a la familia de las Asteraceae, subfamilia Carduoideae, tribu Cardueae, subtribu Cardopatiinae.

## Descripción
Son plantas de tallos ramificados, con bifurcaciones distales que llevan cada una un capítulo solitario y que se agregan en grupos, formando un corimbo. Los involucros tienen las brácteas internas simples y agudas, las medianas espinosas y más o menos ramificadas distalmente y las externas casi totalmente pinnatífidas. Cada capítulo tiene unos 6-8 flósculos insertados en un receptáculo con páleas cerdosas estrechas y fasciculadas. Las cipselas son casi totalmente cubiertos de pelos sedosos que se prolongan en vilano.

## Distribución
Las diversas especies del género se distribuyen en el Norte de África y el Mediterráneo oriental (desde Italia hasta el Líbano) y el Cáucaso.

## Taxonomía
El género fue descrito por Antoine-Laurent de Jussieu y publicado en Annales du Muséum National d'Histoire Naturelle 6: 324. 1805.

## Especiesaceptadas
A continuación se brinda un listado de las especies del género Cardopatium aceptadas hasta febrero de 2012, ordenadas alfabéticamente. Para cada una se indica el nombre binomial seguido del autor, abreviado según las convenciones y usos.
- Cardopatium amethystinum Spach
- Cardopatium corymbosum (L.) Pers. - cardo aljonjero negro de Jarava[6]